# Hymenophyllum emarginatum
Hymenophyllum emarginatum là một loài dương xỉ trong họ Hymenophyllaceae. Loài này được Sw. mô tả khoa học đầu tiên năm 1800.
Danh pháp khoa học của loài này chưa được làm sáng tỏ. 